# Irwiniella frontata
Irwiniella frontata är en tvåvingeart som först beskrevs av Becker 1908.  Irwiniella frontata ingår i släktet Irwiniella och familjen stilettflugor.
Artens utbredningsområde är Kanarieöarna. Inga underarter finns listade i Catalogue of Life.